# 安乐邨
安乐邨原名为“新武官胡同”，位于当时天津英租界马厂道（Race Course Road）（今和平区马场道与桂林路交口）的一处三幢联排式公寓住宅，建于1933年，目前为重点保护等级历史风貌建筑,并作为天津五大道近代建筑群的重要组成部分，被中华人民共和国国务院批准为全国重点文物保护单位。

## 历史
安乐邨原名“新武官胡同”，始建于1933年，地处原天津英租界马厂道（Race Course Road）和香港道（Hong Kong Road）之间，格拉斯哥道（Glasgow Road）东侧（今马场道与睦南道之间，桂林路东侧），由意大利鲍乃第建筑师事务所的意大利建筑师保罗·鲍乃弟设计，原本是英国天主教会首善堂投资建造，当时租给英国武官居住，因此得名，1953年改为“安乐邨”至今。安乐邨现为居住、办公、商业用房共同混合使用，为天津市、区、县三级文物保护单位。

## 建筑

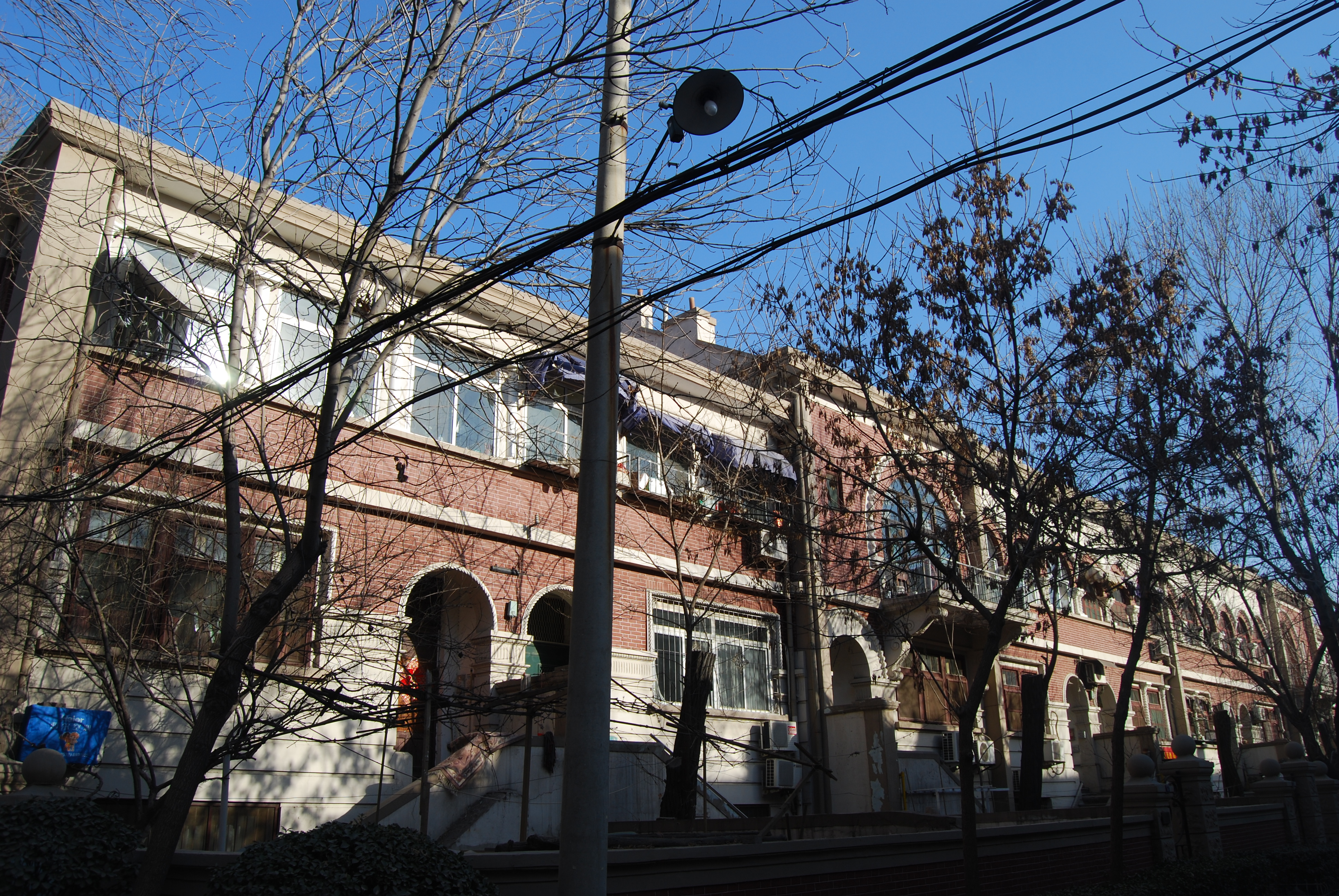
安乐邨2号至20号

安乐邨位于马场道与桂林路交口，共有三幢联排式公寓住宅，呈“品”字形分布，这种形式在建筑传统上被称为“横八所”。建筑占地总面积约为7600平方米，总建筑面积约为9300平方米，其中，平行于马场道一侧的马场道98号至112号的联排式公寓住宅为南北向三层，并设有8个门，另外垂直于睦南道的安乐邨1号至19号和安乐邨2号至20号两幢联排对称式公寓住宅为东西向二层，共设有10个门。这三处建筑均为由分户单元联排组成的砖木混合结构楼房带地下室，安乐邨住宅每户的前后设有独门的小院。建筑外立面为清水砖墙，正立面部分为混水抹灰。顶部为坡屋顶，瓦屋面。建筑每户的主入口的门和建筑二层的窗均为以西班牙半圆拱花饰装饰的拱券式设计。其中，窗间装饰有具有支撑作用的绞绳柱。建筑外部出挑下以雕花状牛腿支撑的阳台。建筑内部房间的设置齐全，暖卫设施较为完备，此外，建筑内部还设有至今保持着良好的使用功能的木楼梯、木地板和木门窗。安乐邨三幢建筑工整且流畅，总体上是一处具有意大利古典式和巴洛克式建筑风格和折衷主义建筑特征的联排式公寓住宅。

## 名人故居

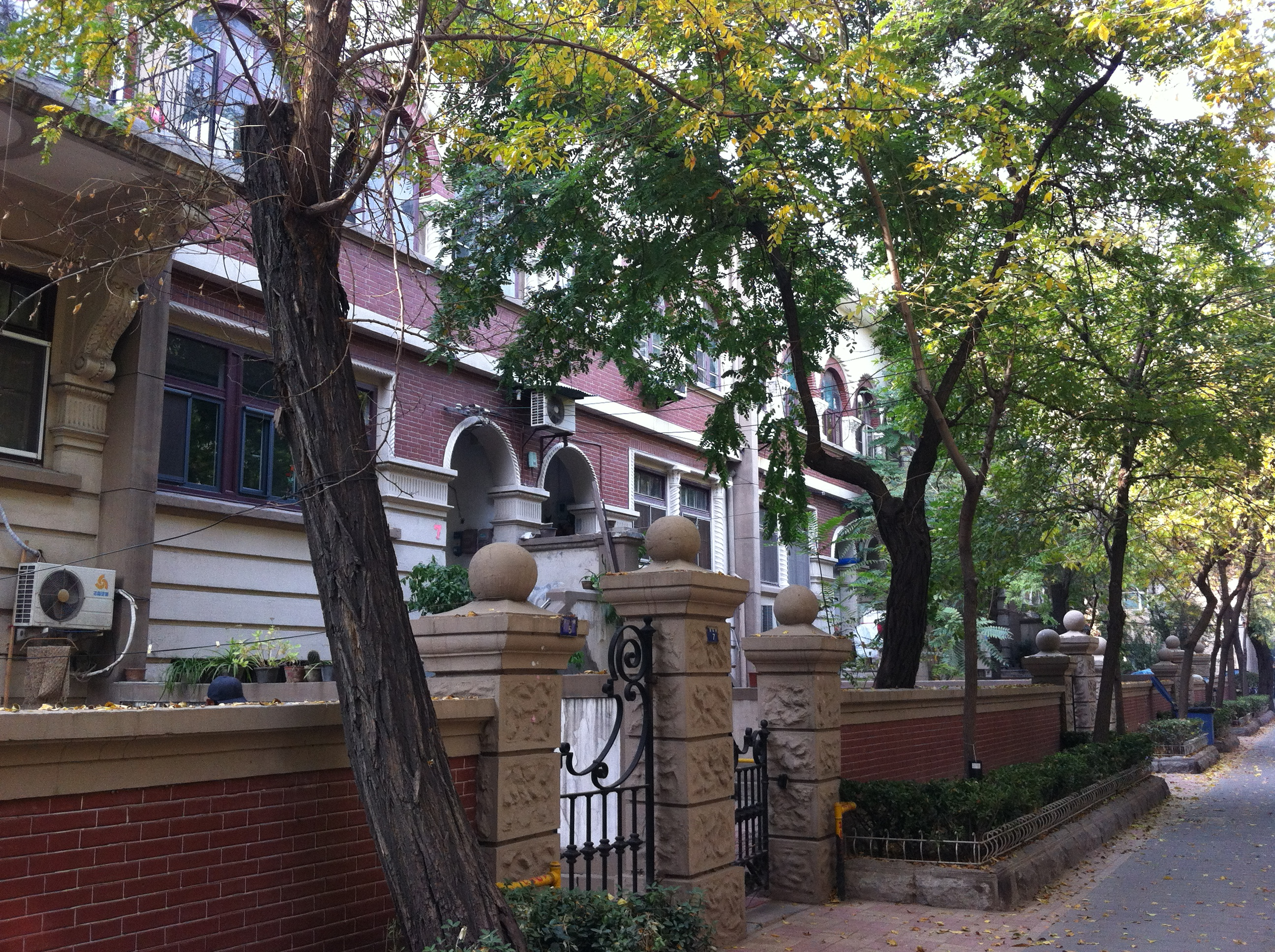
安乐邨1号至19号

安乐邨作为当时天津比较知名的居住区曾有大量名人特别是名医居住于此：
- 李烛尘故居，马场道102号[6][7]
- 骆玉笙旧居，安乐邨9号。[8]
- 杨荣环旧居，安乐邨10号。[9]

### 名医旧居
- 欧阳乾旧居，安乐邨1号。
- 毛羽鸿旧居，安乐邨7号。
- 陈微尘旧居，安乐邨17号。
- 刘松庵旧居，安乐邨16号。[10]
- 杨珂旧宅，安乐邨18号。[11]